# Околина
Околина (рум. Ocolina, Околино) — село в Сорокском районе Молдавии. Является административным центром коммуны Околина, включающей также село Цепилова.

## География
Село расположено на высоте 179 метров над уровнем моря.

## Население
По данным переписи населения 2004 года, в селе Околина проживает 1007 человек (479 мужчин, 528 женщин).
Этнический состав села:
| Национальность | Число жителей | Процентный состав |
| -------------- | ------------- | ----------------- |
| молдаване      | 898           | 89,18             |
| румыны         | 94            | 9,33              |
| украинцы       | 9             | 0,89              |
| русские        | 5             | 0,5               |
| прочие         | 1             | 0,1               |
| Всего          | 1007          | 100 %             |